# Georges Mandjeck
Georges Constant Mandjeck (* 9. prosinec 1988, Douala) je kamerunský fotbalista, hrající povětšinou na postu defenzivního záložníka, aktuálně je bez angažmá. Je mistrem Afriky z roku 2017. Mimo Kamerun působil na klubové úrovni ve Francii, Německu, Turecku, České republice a Izraeli .

## Klubová kariéra

### Před příchodem do ČR
Svou kariéru v Evropě začal ve VfB Stuttgart, kde se však příliš neprosadil a tak se dvakrát vydal na hostování, v obou případech do klubu 1. FC Kaiserslautern. Povedené bylo především jeho druhé angažmá v tomto klubu, při kterém odehrál většina zápasů a s klubem slavil vítězství ve 2. německé lize a postup do Bundesligy. Tu si však již nezahrál, neboť byl koupen francouzským ligovým mužstvem Stade Rennais. Tam se však nedokázal prosadit do základní sestavy a naskakoval často jen jako střídající hráč, a tak se po roce a půl stěhoval do jiného francouzského klubu AJ Auxerre. Tam ihned začal nastupovat v základní sestavě, ale ani on nezabránil sestupu. V týmu tak odehrál jednu druholigovou sezónu a znovu přestoupil. Vyhlédl si ho turecký prvoligový Kayseri Erciyesspor, kde strávil 2 sezóny. Zejména při té druhé ho trápily zdravotní potíže a tak neodehrál příliš mnoho zápasů. Na sezónu 2015/16 může vzpomínat v dobrém, protože jako jeden ze základních stavebních kamenů sestavy tehdy druholigového francouzského FC Metz dokázal s klubem ze 3. místa postoupit do Ligue 1, nejvyšší francouzské soutěže. Prvoligová sezóna 2016/17 dopadla pro klub i pro hráče dobře. Méty se zachránily (14. místo z 20) a Mandjeck odehrál 29 zápasů z 38, 6 jich zmeškal kvůli účasti na vítězném Africkém pohárů národů.

### AC Sparta Praha
V červenci 2017 přestoupil z FC Metz do pražské Sparty, která tak reagovala na zranění Lukáše Váchy, které si vyžádá delší léčení. V lednu 2018 byl poslán na hostování zpět do Mét. Mandjeck se ve Spartě moc dlouho neohřál, protože v červenci 2018 opět putoval na roční hostování do izraelského klubu Makabi Haifa FC. Na konci sezony 2019/20 mu na Letné vypršela smlouva.

## Reprezentační kariéra
S kamerunskou reprezentací vyhrál roku 2017 Mistrovství Afriky. Zúčastnil se s ní i Mistrovství světa 2010, Konfederačního poháru 2017 či Olympijských her 2008.